# هزینه سرمایه‌ای
هزینه سرمایه‌ای (به انگلیسی: Capital Expenditure) هزینه‌هایی هستند که برای ایجاد سود در آینده صرف می‌شوند. هزینه سرمایه‌ای صرف خرید دارایی‌های ثابت و مولد جدید یا افزودن ارزش داراییهای ثابت و مولد موجود می‌گردد. عمر مفید این داراییها باید بیش از میزان باقیمانده از سال مالیاتی باشد که در آن این هزینه صرف شده است. خرید زمین، ساختمان، تجهیزات و ماشین آلات و داراییهای ثابت و درازمدت از نمونه هزینه‌های سرمایه‌ای هستند.

## انواع
دو نوع هزینه سرمایه‌ای وجود دارد: «هزینه رشد» و «هزینه نگهداری». هزینه‌هایی که ارزش دارایی را در طول زمان افزایش می‌دهند، هزینه‌های رشد و هزینه‌هایی که از یک ماه به ماه دیگر تغییر نمی‌کنند هزینه‌های نگهداری گفته می‌شوند.